# De eenzame stem van de mens
De eenzame stem van de mens (Russisch: Одинокий голос человека, Odinoki golos tsjeloveka)  is een Russische dramafilm onder regie van Aleksandr Sokoerov. De film werd gedraaid in 1978, maar vanwege censuur pas uitgebracht in 1989.

## Verhaal
Nikita is een soldaat uit het Rode Leger, die naar huis terugkeert na de burgeroorlog. Hij ontmoet er Ljoeba, een meisje dat hij kent van vroeger. Ze worden verliefd en trouwen, maar toch is Nikita ongelukkig. Hij laat haar in de steek en gaat zwerven, totdat zijn vader hem vertelt over Ljoeba.

## Rolverdeling
- Tatjana Gorjatsjeva
- Andrej Gradov
- Vladimir Degtjarev
- Nikolaj Kotsjegarov
- Sergej Sjoekajlo
- Vladimir Gladysjev
- Ljoedmila Jakovleva
- Ivan Neganov
- Evgenia Volkova
- Irina Zjoeravleva